# 魚玄機
魚 玄機（ぎょ げんき、844年? - 871年?）は、中国晩唐の詩人。字は幼微または蕙蘭。唐代の女性詩人として薛濤らと並び称され、『全唐詩』に詩48首と断句が伝わる。

## 略歴
長安の出身。『三水小牘』では「長安倡家の女」（『太平広記』に収める本文では「長安里家の女」）といい、色街・遊里の出身であったといわれる。
咸通年間に長安の高官・李億に妾として嫁ぐが、やがて寵愛が衰えて捨てられ、道士となって咸宜観（長安の東城にあった女道士のための道観）に入った。
道観に入ってから数年後、侍女の綠翹（りょくぎょう）をむち打って殺した罪で捕らえられ、死罪に処された。

## 交友関係
魚玄機から、30歳ほど年長にあたる詩人の温庭筠に宛てた詩が二首伝わっている。温庭筠は大中年間（847年-860年）に長安の繁華街に出入りしていた伝記があることから、この時期に両者は交流をもったのではないかと推測されている。
温庭筠からは、魚玄機の夫であった李億に宛てた詩が少なくとも一首伝わる。

### 登場する作品
- 葉憲祖「鸞篦記」
- 森鷗外「魚玄機」